# Ratniks
Els Ratniks (en búlgar: Ратник, «Ratnik»), o Guerrers per l'Avenç de l'Esperit Nacional Búlgar, eren membres d'una organització nacionalista búlgara d'extrema dreta fundada el 1936. Les seves idees eren properes a les dels nacionalsocialistes alemanys, inclòs l'antisemitisme i el paramilitarisme, però també la lleialtat a l'Església ortodoxa búlgara. Els Ratniks vestien uniformes vermells en competència directa amb els comunistes pels cors i les ments dels joves búlgars, i també insígnies amb el bogar: una creu solar búlgara.
Malgrat que era un partit monàrquic que s'havia declarat lleial a la Monarquia i al Rei Boris III de Bulgària, aquest va dissoldre oficialment l'organització l'abril de 1939. Això no obstant, la prohibició no es va fer complir i van continuar existint. Poc després de la prohibició, van dur a terme un dels seus actes més notoris, l'anomenada «Nit dels vidres trencats búlgara» quan, el 20 de setembre de 1939, els Ratniks van marxar a Sofia llançant pedres a les botigues jueves. La policia no va intervenir i alguns aparadors es van trencar, encara que finalment va demostrar tenir molt menys impacte que la versió alemanya i va ser condemnat per la majoria dels polítics. Alexander Belev, un dels principals membres del grup, va afirmar més tard que l'atac havia estat idea seva i que personalment havia dirigit la màfia.
Amb l'arribada de l'Exèrcit Roig i els bolxevics a Bulgària el 9 de setembre de 1944, els Ratniks van desaparèixer de l'escena búlgara. Molts dels líders es van convertir en membres del govern nacional búlgar a l'estranger, alguns dels joves Ratniks es van convertir en voluntaris a la Wehrmacht, mentre que altres van optar per quedar-se a Bulgària i lluitar contra els comunistes.